# タッド・フジカワ
タッド・フジカワ（Tadd Fujikawa, 1991年1月8日 - ）は、アメリカ・ハワイ州ホノルル出身の日系アメリカ人プロゴルファー。

## 略歴
早産で産まれたため、出生時は体重が1ポンド15オンス（約880g）の低体重児で、祖母の掌に乗るほどの大きさだった。現在は身長・155cm、体重・60kg。
先祖が広島県尾道市出身の日系5世で、現在も尾道に親戚があり、幼少期に一度来日している。
2006年全米ジュニアベスト16。2006年USPGAツアー「全米オープン」に大会史上最年少の「15歳5ヶ月」で出場。
2007年、1月のソニーオープン・イン・ハワイで、16歳と4日の米ツアー史上2番目の若さで予選通過（最終成績20位タイ）。2月の地元トーナメント、ハワイ・パールオープンではプロを抑えて優勝した。4月、中日クラウンズで日本ツアー初参戦。7月12日、プロ転向を表明。
2009年1月17日、ソニーオープン・イン・ハワイで、ワイアラエ・カントリークラブの現コースレイアウトでのコースレコードタイ（他にアーニー・エルスらが記録）となる62をマークした。

## 人物
同性愛を公言している。